# Dominick & Eugene
Dominick & Eugene (Dominick and Eugene) ist ein US-amerikanisches Filmdrama aus dem Jahr 1988. Regie führte Robert M. Young, das Drehbuch schrieben Corey Blechman und Alvin Sargent.

## Handlung
Die Zwillingsbrüder Eugene (genannt Gino) und Dominick (genannt Nicki) Luciano wohnen gemeinsam in einer Wohnung in Pittsburgh. Nicki, 12 Minuten älter als Gino, ist nach einem Unfall in der Kindheit geistig zurückgeblieben. Er arbeitet als Müllmann, damit sein Bruder sein Medizinstudium absolvieren kann. Der liebenswerte Nicki, der auf „Hulk“-Comics und Ringkämpfe steht, möchte sich niemals von seinem Bruder trennen und träumt von einem gemeinsamen Leben in einem schönen Haus am See. Während der naive Nicki hin und wieder von Drogen-Dealern für kriminelle Botengänge ausgenutzt wird, verliebt sich Gino in seine Kommilitonin Jennifer Reston.
Seit langem planen die Brüder, an ihrem 26. Geburtstag gemeinsam einen großen Ringkampf zu besuchen, auf den sich Nicki sehr freut. Kurzfristig erhält Nicki einen Anruf von Gino, der ihm absagt, da er im Krankenhaus arbeiten muss. Nicki ist sehr enttäuscht und entschließt sich, mit einem Freund und Arbeitskollegen den Kampf zu besuchen. Nachdem Nicki mitteilt, dass er nicht mehr zum Ringkampf fahren möchte, nimmt ihn sein Bekannter mit zu seiner Geliebten, wo Nicki hört, wie die beiden Sex haben, aber er lässt sich nicht dazu animieren, mitzumachen. Nach diesem Besuch landet Nicki mit seinem Freund in einer Kneipe und versucht von dort aus, seinen Bruder Gino anzurufen, der nicht zu erreichen ist. Aufgestachelt von seinem Freund, der Nicki sagt, dass Gino ihn nur ausnutzen würde, fängt er zu Hause betrunken einen Streit mit Gino an, der dort mit Jennifer auf ihn wartet. Nicki wirft Gino vor, dass er nur für ihn als Müllmann arbeite, damit er sein Medizinstudium abschließen könne; er sei enttäuscht von ihm, da Gino lieber seine Zeit mit Jennifer verbringen würde als mit ihm. Es kommt zu einem Streit und einem Handgemenge, bei dem Gino Nicki sagt, dass sein eigenes Leben nur deshalb so verlaufen würde, weil er sich für einen „Idioten“ verantwortlich fühle.
Am nächsten Tag entschuldigt sich Gino bei Nicki auf einem Picknick, an dem auch die ältere Nachbarin der Brüder sowie Jennifer teilnehmen. Gino versucht Nicki begreiflich zu machen, dass er sein Medizinstudium nicht in Pittsburgh beenden könne. Er möchte an eine andere Universität gehen und dies ohne seinen Bruder Nicki. Während dieser Diskussion, die Nicki nicht wirklich begreift, läuft sein Hund auf die Straße und wird von einem Auto überfahren. Nicki sucht Trost in der Kirche und besucht das Grab seiner Mutter, die bei der Geburt der Zwillingsbrüder gestorben ist. Anschließend möchte er den kleinen Michael besuchen, den er aus der Nachbarschaft kennt. Er trifft an dessen Haus ein, als der Junge eine gewalttätige Auseinandersetzung mit seinem strengen Vater hat, der dabei Michael die Treppe hinunterstürzt, wobei Michael sich schwer verletzt. Der Vater alarmiert sofort den Notarzt, der unverzüglich eintrifft.
Nicki, schwer geschockt von diesem Vorfall, eilt zu Fuß in das Krankenhaus, in das der kleine Michael gebracht wurde. Dort angekommen, macht er sich auf die Suche nach dem verletzten Kind und trifft dort auf den Vater, der ihm einschärft „nichts gesehen zu haben“ und droht, ihn fertig zu machen.
Zwischenzeitlich ist der kleine Michael seinen Verletzungen erlegen. Geschockt über Michaels Tod, ruft Nicki die Polizei an, um die Wahrheit über den angeblichen Unfall zu sagen, legt aber wieder auf und sucht zu Hause nach seinem Bruder Gino, der aber nicht dort ist. Verzweifelt findet Nicki eine Waffe in einem Auto, nimmt diese an sich und besucht die Familie des kleinen Michael.
Michaels Mutter hat einen Weinkrampf, als Nicki dort eintrifft. Während ihr Mann versucht, sie zu trösten, kann Nicki das Baby der Familie an sich nehmen, bedroht das Ehepaar mit einem Revolver und kann flüchten. Alarmiert durch die Eltern des Kindes, macht sich ein großes Polizeiaufgebot auf die Suche nach Nicki, der mit dem Kleinkind durch Pittsburgh irrt. Er wird von einem Streifenwagen auf der Flucht gestellt, Verstärkung trifft ein und schnell ist Nicki eingekesselt.
Sein Bruder Gino trifft mit Freundin Jennifer ebenfalls am Tatort ein und überredet die zuständigen Beamten, mit seinem Bruder reden zu dürfen, bevor andere Maßnahmen ergriffen werden müssen. Er betritt das Gebäude, in dem sich Nicki mit dem Baby versteckt hält, und will ihn überreden, das Baby zurückzugeben. Nicki weigert sich jedoch und sagt, dass er das Baby beschützen müsse, da ihm ansonsten sein „Dad“ wehtun würde. Er wirft Gino vor, dass dieser ihn über seinen Unfall als Kleinkind belogen habe – er sei nicht gestürzt, sondern sein eigener Vater habe ihn geschlagen und dadurch verursacht, dass er geistig zurückgeblieben sei. Gino gesteht, dass es zu einem schlimmen Streit kam, bei dem sich Nicki vor ihn gestellt habe, um ihn vor den Schlägen seines brutalen Vaters zu beschützen, dass dieser aber immer weiter auf ihn eingeschlagen habe, sodass die Behinderung entstehen konnte. Gino bricht weinend zusammen und sagt Nicki, dass er sich auf Grund dieses Vorfalls immer für Nicki verantwortlich fühle, da er ihn gerettet habe.
Gino, aufgewühlt durch die Erinnerung, übernimmt in diesem Moment die volle Verantwortung für seinen Bruder und sagt ihm, dass er sein Studium auch in seiner Heimatstadt absolvieren könne und schon zurechtkommen würde. Nicki willigt ein, mit seinem Bruder und dem Baby aus dem Versteck zu kommen und sich der Polizei zu stellen. Die Eltern des Babys sind mittlerweile auch vor Ort und der Vater will Nicki erschießen, was Gino gerade noch verhindern kann. Endlich sagt Nicki vor Polizei und Presse aus, dass er gesehen hat, wie der kleine Michael ums Leben gekommen ist; man glaubt ihm, Michaels Vater wird abgeführt.
Kurze Zeit später trennen sich die Brüder, Gino macht seine Pläne wahr, in einer anderen Stadt zu studieren. Nicki überreicht Gino eine selbstgemachte kleine Kiste mit einem Foto von sich, damit er immer an ihn denken könne. Gino verspricht Nicki, Weihnachten zurück nach Hause zu kommen. Nicki bleibt allein mit der älteren Nachbarin zurück. Er arbeitet weiterhin als Müllmann und meistert auch ohne Gino sein Leben gut.

## Kritiken
Janet Maslin schrieb in der New York Times vom 18. März 1988, der Film sei „viel besser als ein standardisierter herzerwärmender Film“, nach dem die Geschichte klinge (is a lot better than the standard-issue heartwarmer it may sound like). Er sei wenig sentimental. Die beiden Hauptdarsteller würden „hervorragende Arbeit“ leisten, indem sie die gespielten Charaktere zum Leben erwecken würden; sie würden gut zusammenarbeiten. Maslin lobte ferner die „gewinnende“ Erscheinung von Jamie Lee Curtis und die „witzige“ Rolle von Todd Graff.
Die Zeitschrift Time Out London schrieb, der Film komme in die Spur von Rain Man und fürchte sich nicht, komplexe Emotionen zu thematisieren. Ihm würde dennoch der tiefere Einblick fehlen (… but what few patronising and hackneyed insights it offers are waved like red flags. Unsophisticated).

„Im Alltag der Arbeiterstadt Pittsburgh angesiedelt, verbinden sich Realismus und Emotionalität zu einem sympathischen Film, der unaufdringlich das Bewußtsein für die Situation behinderter Menschen schärft.“

## Auszeichnungen
Tom Hulce wurde im Jahr 1989 als Bester Hauptdarsteller – Drama für den Golden Globe Award nominiert. Der Film wurde 1989 für das Casting für den Preis Artios der Casting Society of America nominiert.

## Hintergründe
Der Film wurde in Pittsburgh gedreht. Er spielte in den Kinos der USA ca. 3,1 Millionen US-Dollar ein.